# Guðbrandur Þorláksson
Guðbrandur Þorláksson (vagy Gudbrandur Thorlaksson, 1541 – Hólar, 1627. július 20.) izlandi egyházi személy, térképész, matematikus, az izlandi könyvkiadás úttörője volt.
A hólari katedrális iskolájában, majd a koppenhágai egyetemen  tanult. Ezt követően a skálholti egyházi iskola rektora lett, valamint a történelmi Breiðabólstaður lelkésze Vesturhóp vidékén. Breiðabólstaður volt az a hely, ahol először foglalták írásba az izlandi törvényeket. Az izlandi jogászszövetség emlékművet is állított fel itt.
Guðbrandur Þorláksson 1571-től Hólar püspöke volt haláláig.  Ez idő alatt legalább 80 könyvet adott ki, köztük az izlandi nyelvű Bibliát, és az izlandi törvények gyűjteményét. Ő készítette az első jó minőségű izlandi térképet is, ami Abraham Ortelius Theatrum orbis terrarum című munkájában jelent meg 1590-ben. Egy lánygyermekéről maradt fenn adat, aki 1571-ben született és a Steinunn nevet kapta.
Guðbrandur Þorláksson három korabeli portréja is megtekinthető az Izlandi Nemzeti Múzeumban. Arcképe megjelent egy ma már elavult izlandi 50 koronás bankjegyen is.

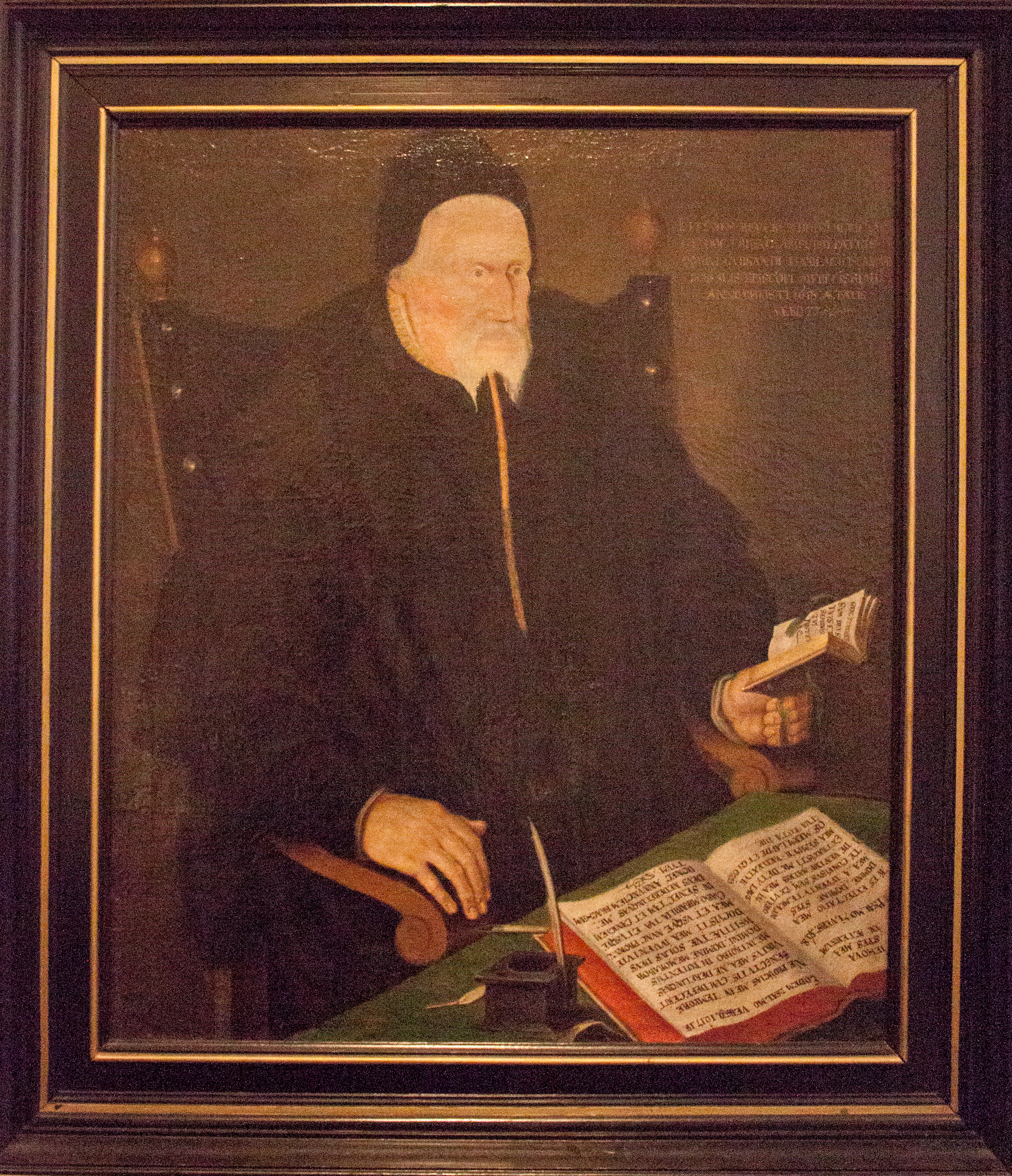
Portréja az Izlandi Nemzeti Múzeumban
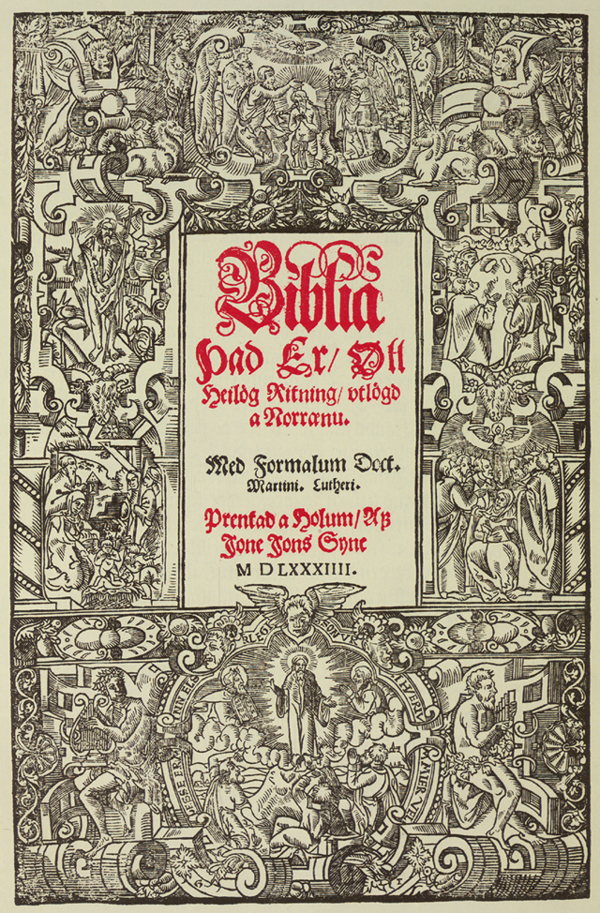
Guðbrandur első teljes izlandi nyelvű bibliája 1584-ből
Egyik legfontosabb munkája, Izland térképe

## Fordítás
- Ez a szócikk részben vagy egészben a Guðbrandur Þorláksson című angol Wikipédia-szócikk ezen változatának fordításán alapul.  Az eredeti cikk szerkesztőit annak laptörténete sorolja fel. Ez a jelzés csupán a megfogalmazás eredetét és a szerzői jogokat jelzi, nem szolgál a cikkben szereplő információk forrásmegjelöléseként.